# Bozoni W in Z
Bozóni W so osnovni delci, kvanti šibke jedrske sile. 
Njihov električni naboj je ±1e0, masa pa 80,4110 GeV/c2, kar je približno 80-krat več od mase protona, in enak šibki izospin. Obstajajo tri različne vrste bozonov W: pozitivno nabiti W+, negativno nabiti W- (antidelec prvega) ter električno nevtralni bozon Z. Bozone W so odkrili leta 1983 v raziskovalnem središču CERN v skupini, ki sta jo vodila Carlo Rubbia in Simon van der Meer. Slednjima je bila za to odkritje leto kasneje podeljena tudi Nobelova nagrada.
Najenostavnejši zgled, pri katerem sodelujejo bozoni W, je razpad beta:
{\displaystyle n\rightarrow p+e^{-}+{\overline {\nu }}_{e}\!\,.}
Pri tem nevtron razpade na proton, elektron in elektronski antinevtrino. 
Vemo pa, da sta proton in nevtron nadalje sestavljena iz kvarkov, torej gre pri razpadu nevtrona pravzaprav za to, da se eden od kvarkov d, ki sestavlja nevtron pretvori v kvark u, pri čemer nastane bozon W:
{\displaystyle d\rightarrow W^{-}+u\!\,.}
Bozon W zatem nadalje razpade na elektron in elektronski antinevtrino.
Dejstvo, da imajo bozoni W in Z maso, je nekoliko zagonetno. Bozone W in Z namreč pravilno opisuje umeritvena teorija SU(2), vendar pa ta zahteva, da morajo biti bozoni brez mase. Tudi foton je brez mase, kar se ujema s tem, da foton in teorijo elektromagnetnega polja opisuje umeritvena teorija U(1). Zato je bilo potrebno vpeljati nekakšen mehanizem, ki spontano zlomi simetrijo SU(2), s čimer dosežemo, da imajo bozoni W in Z maso. Najbolj priljubljen mehanizem je Higgsov mehanizem, ki zahteva vpeljavo dodatnega delca, imenovanega Higgsov bozon. Obstoja slednjega do zdaj še niso uspeli eksperimentalno dokazati.
Združitev umeritvene teorije SU(2), ki opisuje šibko interakcijo in bozone W in Z, elektromagnetne interakcije ter Higgsovega mehanizma je znana kot Glashow-Weinberg-Salamov model. Glashow, Weinberg in Salam so zanjo leta 1979 prejeli Nobelovo nagrado za fiziko. Dandanes je model splošno sprejet in je vgrajen v standardni model fizike delcev.